# 芽莊市
芽莊市（越南语：／，越南語：[ɲaː˧ ʈaːŋ˧] ⓘ），又譯作「衙莊」，是越南庆和省省蒞，以其质朴的海滩和卓越的潜水環境迅速成为受欢迎的国际旅游目的地，吸引大量东南亚地区的背包游客。芽庄湾是世界最美丽的海湾之一。
在占城統治時期，该市原名是古笪罗。現在仍留下建於該時代的波那加塔。
作为沿海城市，芽庄是海洋科学中心，設有芽庄海洋研究院。

## 地理
芽庄城市面积为251平方公里，2019年总人口422601人。北接宁和市社，南接柑林县，西接延庆县，东临南中国海。

## 历史
芽庄古称“古笪羅”（Kauthara），又譯“古笪”，是占婆王國的一個組成國，其統治區域位於今日富安省至金蘭灣沿岸一帶。其都城楊浦那竭羅城（Yanpunagara）占婆人的信仰，深受外來的婆羅門教、佛教等宗教的影響。不過除此之外，占婆人原有其本土信奉的神靈，如在南部的古笪地區，便有信奉釋利摩落陀古笪羅（Çri Maladakuthara），即為其中一個能夠保存舊名的神靈。占婆大多數的原有舊神，都被婆羅門教諸神所代替，例如女神楊浦那竭羅（Yan Pu Nagara），便與婆羅門教裡的大自在天之妻婆伽婆底 （Bhagavati）所取代，位於今日芽莊市附近。
8世紀左右，占婆的統治中心從北部移到南部，古笪羅開始興盛。波那加塔也在這個時候開始建立。不過該地區曾多次受到馬來、爪哇海盜的襲擊。
1471年，占婆失去了毘闍耶和阿摩羅波胝之地，古笪羅和賓童龍之地被封給了賓童龍占城國。
1653年，廣南阮主阮福瀕攻打賓童龍占城國，占婆王巴弼被迫將古笪羅之地獻給阮主。以其地置寧和、延慶兩府。
對大自在天王的奉祀，占婆人會製作其像，面部用金覆蓋。而大自在天王的妻子，占婆人稱為婆伽婆底（Bhagavati），與本土信仰裡的女神楊浦那竭羅（Yan Pu Nagara）混而為一，占人對之亦相當崇敬，設有專祠來奉祀。
从1653年到19世纪，芽庄还是一个荒凉的地方，有许多野生动物（例如虎）。

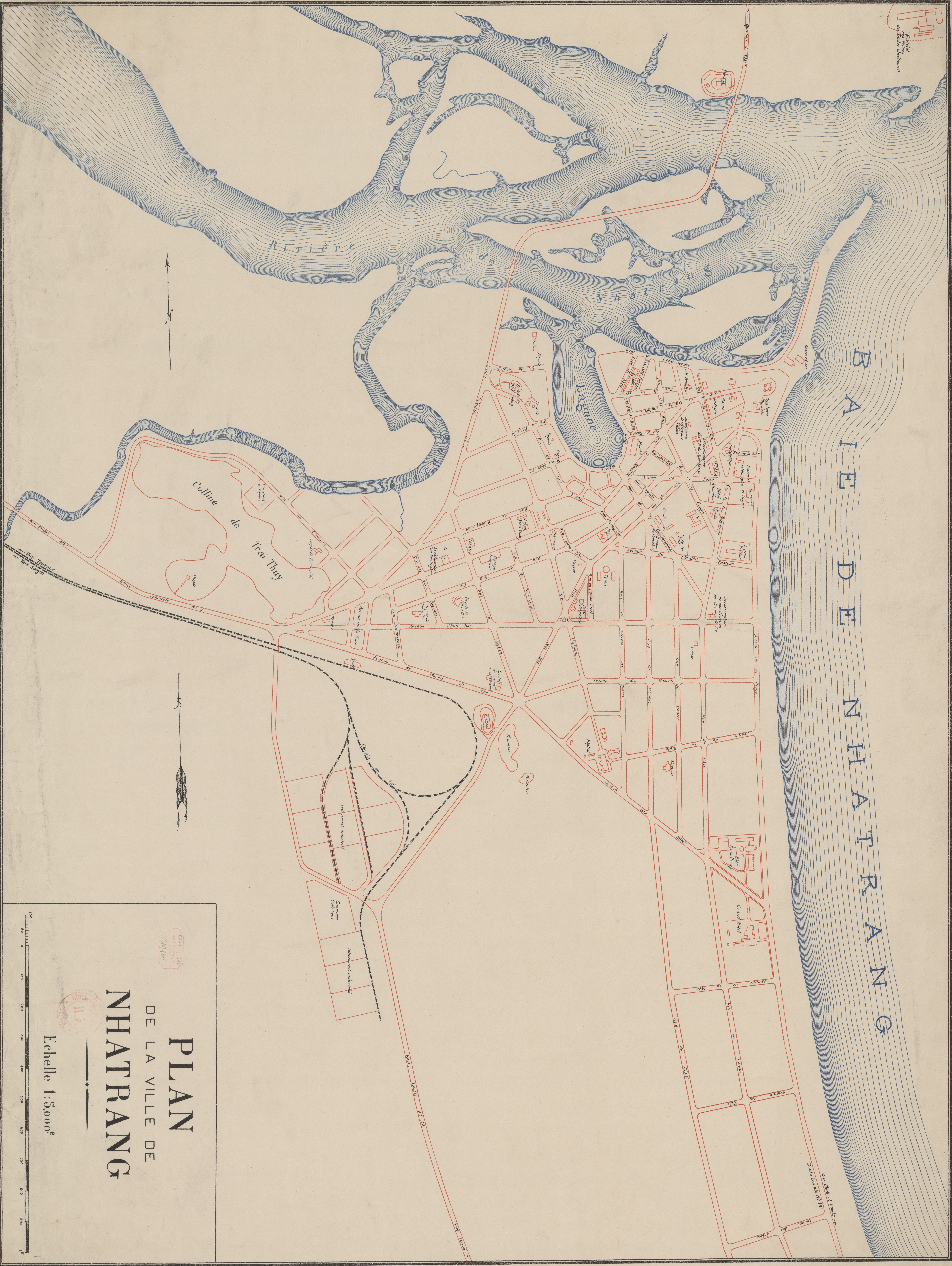
法属印度支那时期的芽莊市地图

法属印度支那时期，芽庄成为法国公使座驻地，是事实上的庆和省莅。
1937年5月7日，殖民政府设立芽庄市社，下辖春勳坊、芳沟坊、万盛坊、芳柴坊、福海坊5坊。
1958年1月27日，南越政府废除省辖市社制度，芽庄市社分设为芽庄东社和芽庄西社2社，划归永昌郡管辖。
1970年10月22日，永昌郡以芽庄东社、芽庄西社、永海社、永福社、永长社、永原社6社和永泰社福海邑、永合社永恬下邑、永玉社玉草邑、玉会邑、炉禁邑5邑及海边岛屿析置中央直辖市芽庄市社，下辖第一郡和第二郡。
1971年6月5日，芽庄市社划分为11区庯，第一郡下辖永海区庯、永福区庯、玉合区庯、万盛区庯、维新区庯5区庯，第二郡下辖永原区庯、永长区庯、芳柴区庯、新福区庯、新立区庯、福海区庯6区庯。
1972年8月22日，区庯更名为坊。
1974年9月3日，海边诸岛分别划归第一郡永海坊和第二郡永原坊管辖。
1975年4月2日，越南南方共和国接管芽庄。4月6日，庆和省军管委员会将芽庄市社分设为第一郡、第二郡和永昌郡3郡。
1975年9月，第一郡和第二郡合并为芽庄市社。
1976年2月，芽庄市社划归富庆省管辖，并成为富庆省莅。
1977年3月10日，芽庄市社改制为芽庄市；永昌县永泰社、永盛社、永中社、永良社、永芳社、永合社、永玉社7社划归芽庄市管辖。
1978年3月27日，新经济区设立福同社。
1989年6月30日，富庆省重新分设为富安省和庆和省；芽庄市划归庆和省管辖，并成为庆和省莅。
1998年11月19日，福海坊析置福隆坊。
1999年4月22日，芽庄市被评定为二级城市。
2002年3月15日，永海坊析置永和坊。
2009年4月22日，芽庄市被评定为一级城市。
2024年9月28日，越南国会常务委员会通过决议，自2024年11月1日起，芳山坊并入芳柴坊，昌勋坊和万胜坊并入万盛坊，福进坊、福新坊和新立坊合并为新进坊。

## 行政区划
芽庄市下辖14坊8社，市人民委员会位于新进坊。
- 禄寿坊（Phường Lộc Thọ）
- 玉协坊（Phường Ngọc Hiệp）
- 福海坊（Phường Phước Hải）
- 福和坊（Phường Phước Hòa）
- 福隆坊（Phường Phước Long）
- 芳柴坊（Phường Phương Sài）
- 新进坊（Phường Tân Tiến）
- 万盛坊（Phường Vạn Thạnh）
- 永海坊（Phường Vĩnh Hải）
- 永和坊（Phường Vĩnh Hòa）
- 永原坊（Phường Vĩnh Nguyên）
- 永福坊（Phường Vĩnh Phước）
- 永寿坊（Phường Vĩnh Thọ）
- 永长坊（Phường Vĩnh Trường）
- 福同社（Xã Phước Đồng）
- 永合社（Xã Vĩnh Hiệp）
- 永良社（Xã Vĩnh Lương）
- 永玉社（Xã Vĩnh Ngọc）
- 永芳社（Xã Vĩnh Phương）
- 永泰社（Xã Vĩnh Thái）
- 永盛社（Xã Vĩnh Thạnh）
- 永中社（Xã Vĩnh Trung）

## 教育
芽庄拥有一所综合性大学——芽莊大學（前芽庄水产学院），还有海军学院、空军指挥学院、师范学院、幼儿师范学院、艺术与旅游学院。该市还拥有许多中学。芽庄海洋研究院是越南唯一的海洋研究院，知名的巴斯德研究院在芽庄也設有分院。

## 交通
当金兰湾还是一个重要的海军基地时，芽庄机场是该市的主要机场。在越南战争期间，该机场曾被美国空军和南越空军使用。当越南政府将金兰湾的部分地区划为经济发展区后，金兰国际机场（也是越南战争期间美国建造的军用机场）成为该市的新民用机场。该机场位于金兰湾旁，距离市区南约28公里，截至2007年，该机场是越南乘客交通量第四大繁忙机场，2008年接待超过683,000名乘客。截至2016年，该机场与河内、胡志明市、海防、岘港、荣市等国内城市有航班连接。
该城市毗邻国道1号公路，这是越南南北向的主干道。统一铁路穿过该市，并停靠在芽庄站。位于该市以北的梵丰港正在建设中，这是一个可处理最大10万吨船只的深水港口项目，每年货物吞吐量达1亿吨，该项目由日本企业财团联合进行。预计该港口城市综合项目的投资资本将达到150亿美元。

## 经济
芽庄的经济主要依靠旅游业。在城市周围郊区发展起来的造船业对该市的经济也很重要。渔业和服务业对于该市也很重要。同時是越南沉香主要產地之一，其沉香頗有盛名。

## 旅游
由于在该市以及附近海岛拥有清洁美丽的沙滩、清澈见底的海水以及终年温和的气候，芽庄是越南最重要的旅游中心之一。熱門旅遊景點包括芽莊遊樂園、芽莊海灘等。

### 名胜

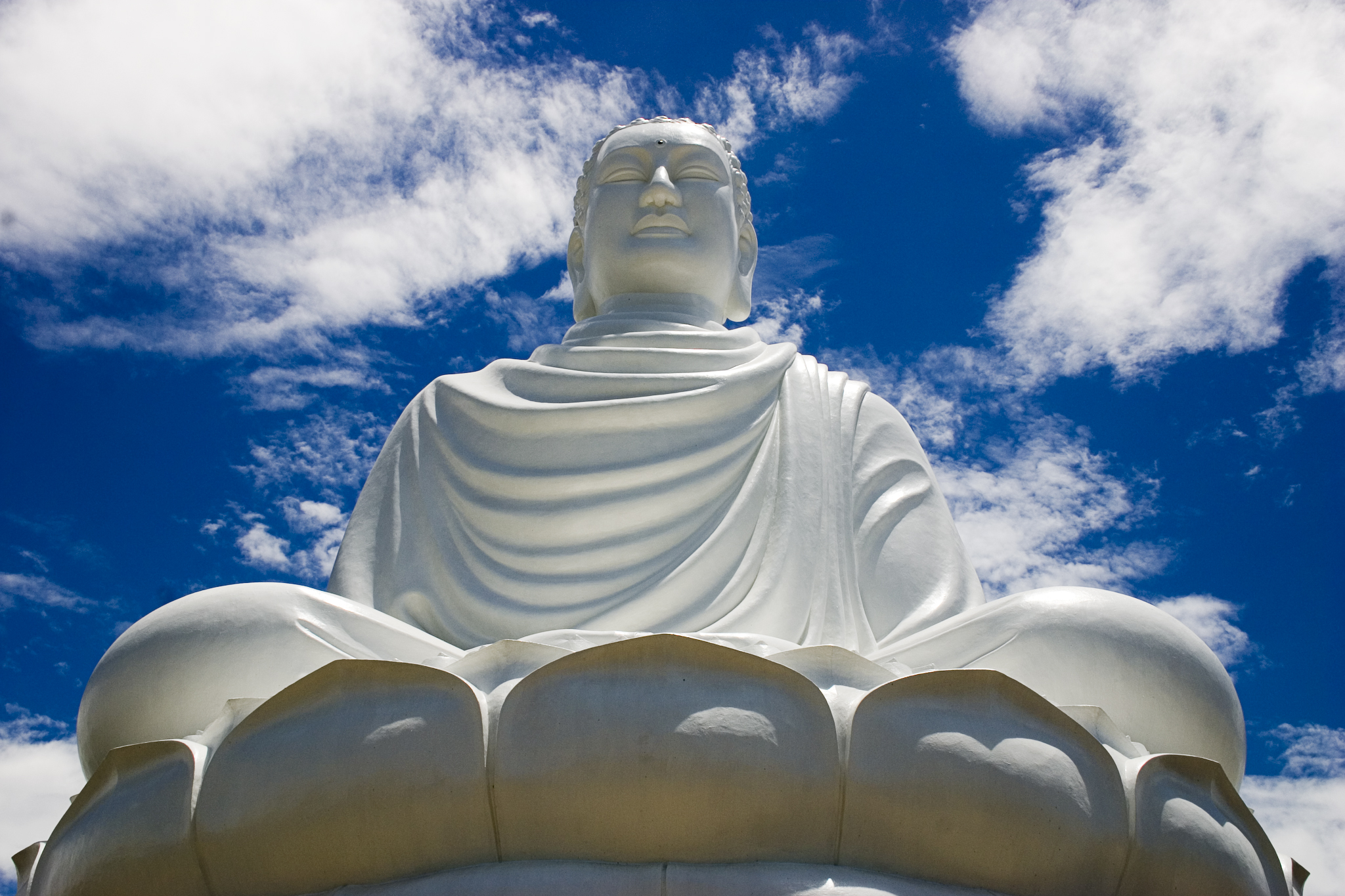
位於越南芽莊市的大佛

- 波那加塔，占城王國時期建立的佛塔。